# 大治南インターチェンジ
大治南インターチェンジ（おおはるみなみインターチェンジ）は、愛知県名古屋市中川区にある名古屋第二環状自動車道のインターチェンジである。

## 概要
名古屋IC・名古屋南JCT方面への入口と同方面からの出口のみを持つハーフインターチェンジである。
一般道路から当IC経由で名古屋第二環状自動車道飛島JCT方面と名古屋高速道路と東名阪自動車道方面へ行くことは出来ないため、直接当該高速道路入口（東名阪自動車道名古屋西IC・名二環千音寺南IC・名古屋高速千音寺入口）に向かうことになる。

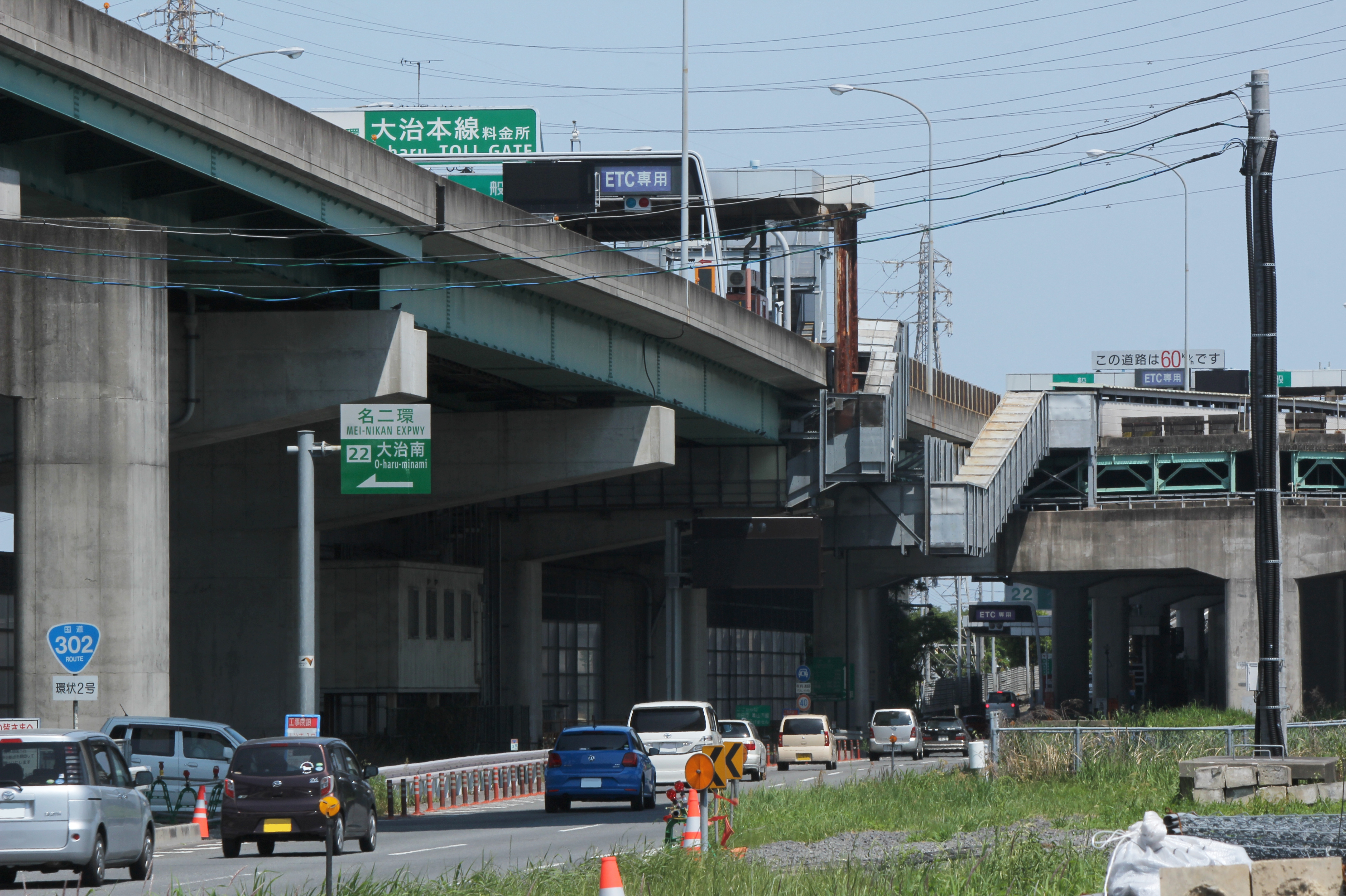
外回り入口付近（2015年5月） 直上に大治本線料金所を設置
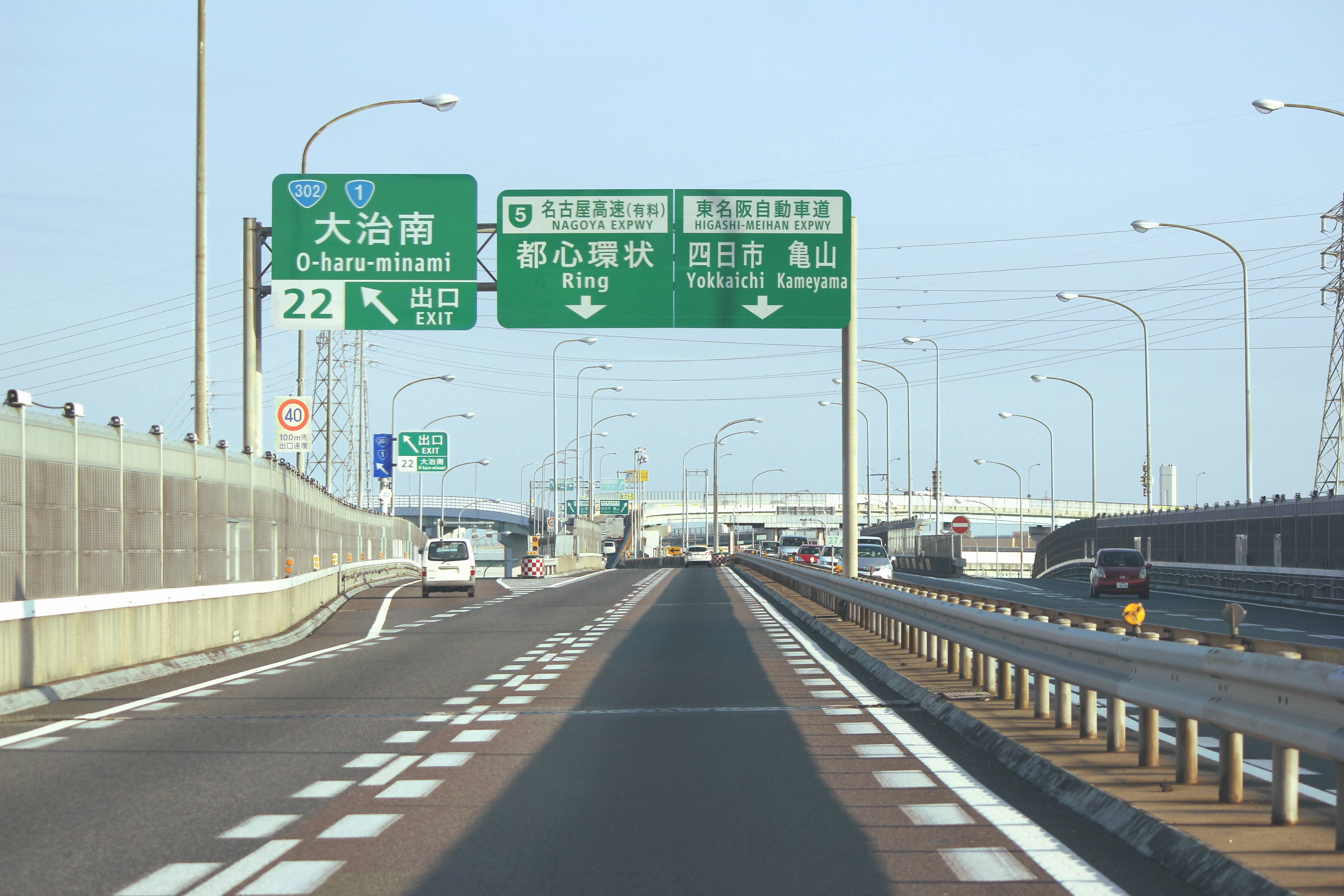
内回り流出部（右は外回り流入部） 直進すると名古屋西JCTで名古屋高速と東名阪自動車道に分岐（名二環飛島JCT方面開通前であり開通後と構造が異なる）

## 歴史
- 1988年（昭和63年）3月23日 : 東名阪自動車道名古屋西IC - 清洲東IC間開通と同時に当ICを開設[4]
- 2011年（平成23年）3月20日 : 所属路線名称を名古屋第二環状自動車道（名二環）に変更[5]

## 接続する道路
- 直接接続
  - 国道302号（名古屋環状2号線）[6]
- 間接接続
  - 愛知県道115号津島七宝名古屋線[6]
  - 愛知県道40号名古屋蟹江弥富線

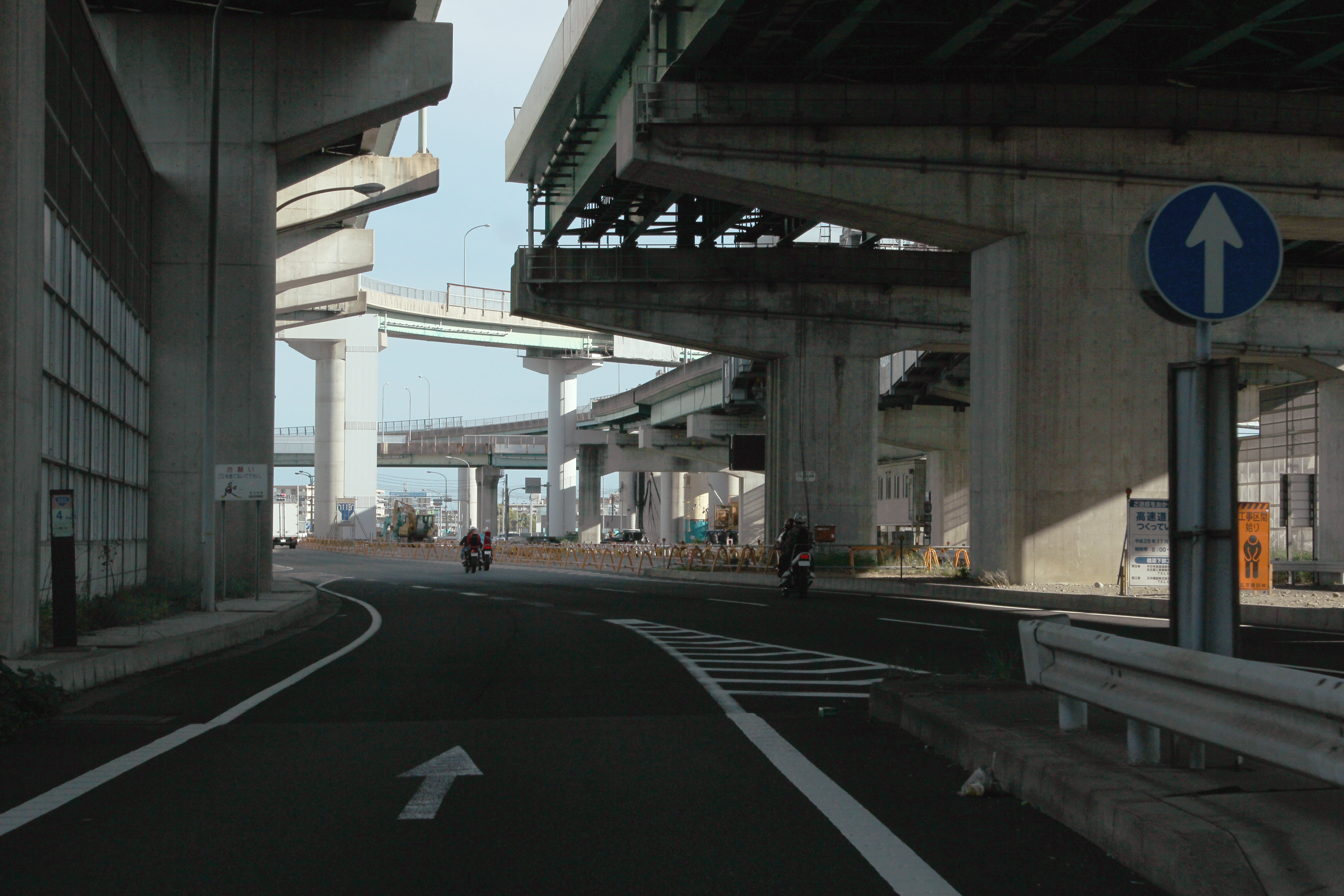
インター流出後、国道302号に合流 直上は名古屋西JCTのランプウェイ
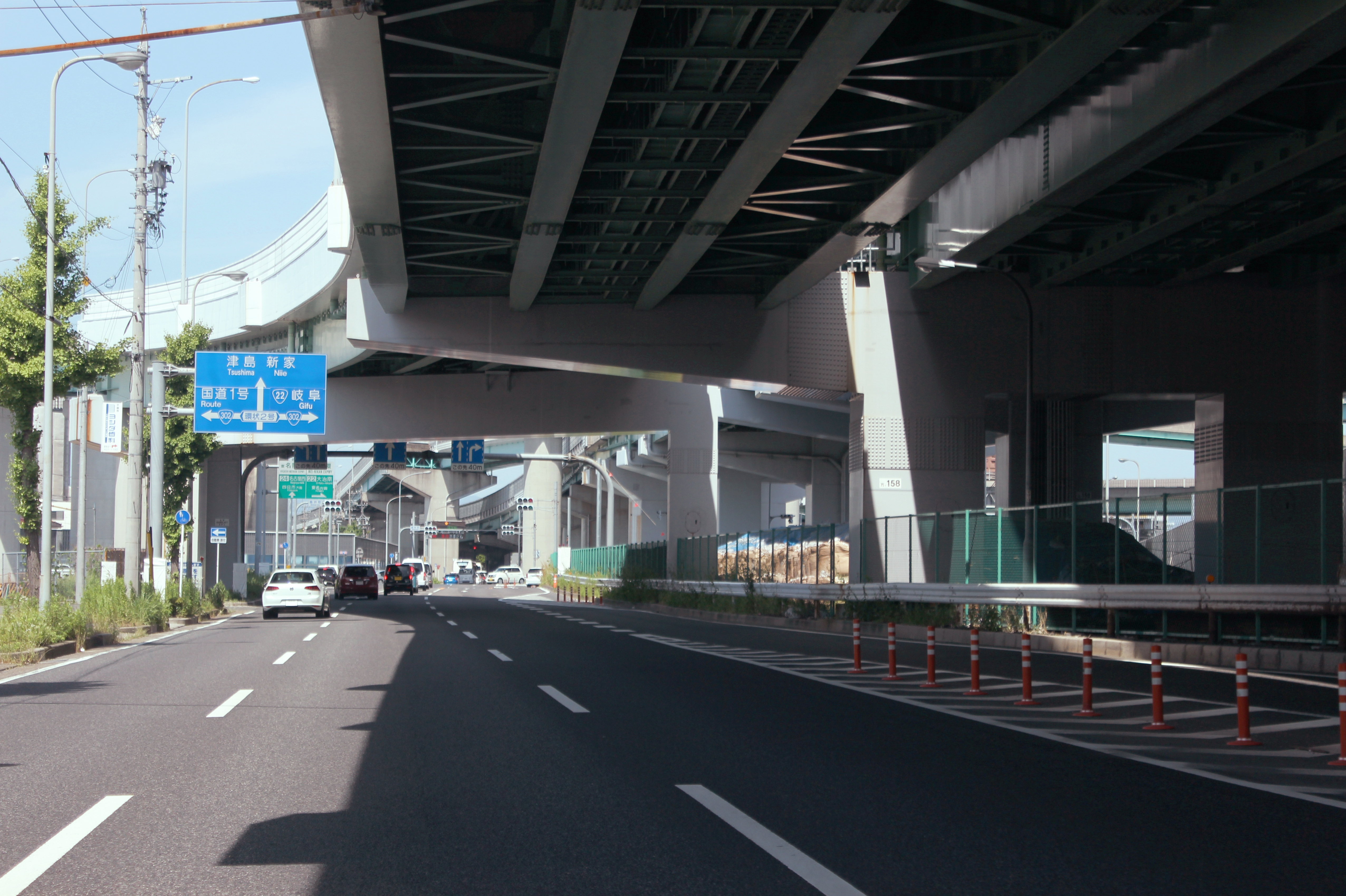
当ICは国道302号を介して愛知県道115号に接続。直上は名古屋高速5号万場線。

## 料金所

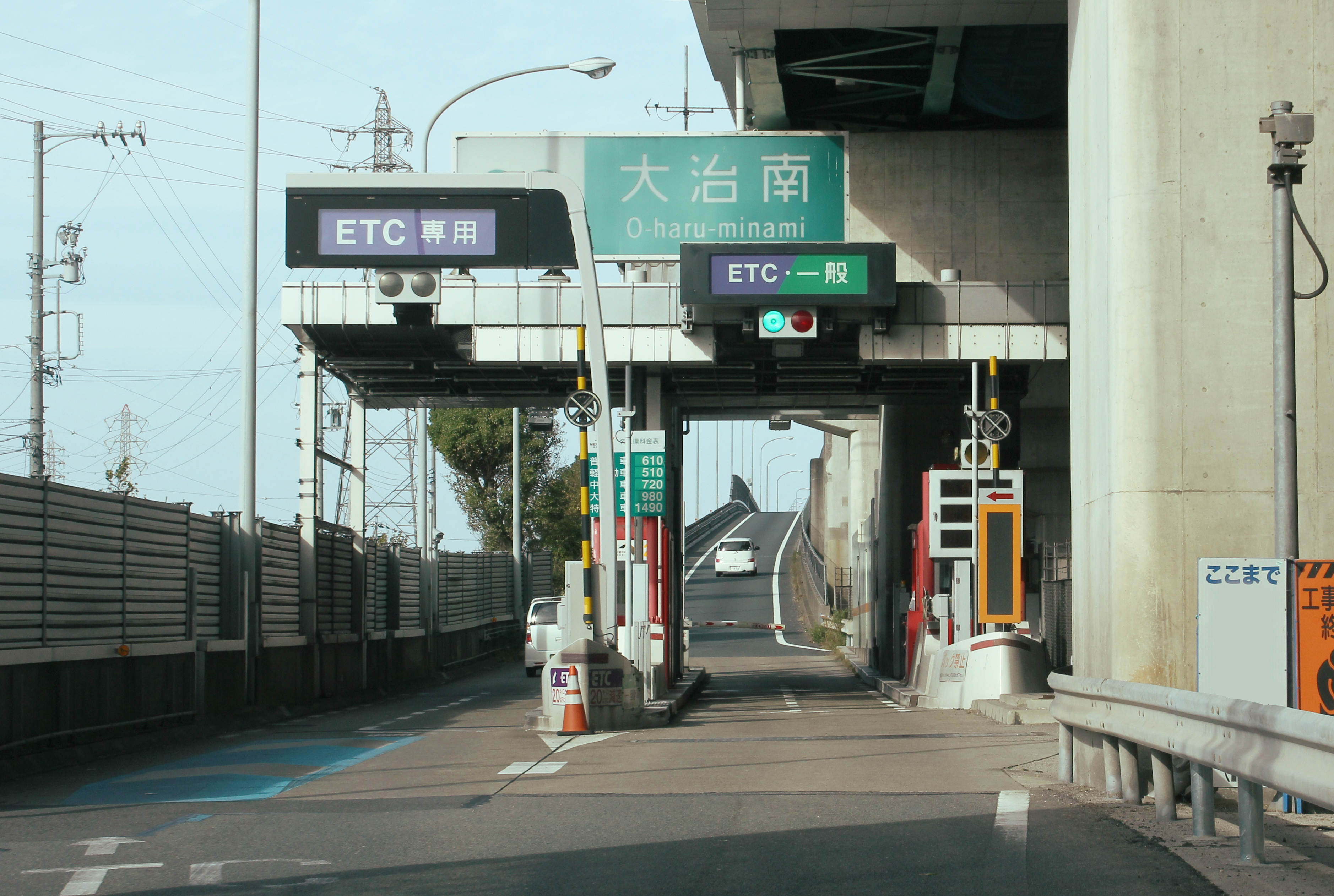
トールゲート

レーン運用は、時間帯やメンテナンスなどの事情により変更される場合がある。

### 入口
- レーン数 : 2[7]
  - ETC専用 : 1
  - ETC/一般 : 1

## 周辺
- 大治町立大治南小学校
- バロー 千音寺店

## 隣
C2 名古屋第二環状自動車道
(21)大治北IC - (22)大治南IC - (TB)大治TB - (23)名古屋西JCT